# 로드리고 디아스 데 비바르
로드리고 디아스 데 비바르(스페인어: Rodrigo Díaz de Vivar, 1040년 ~ 1099년 7월 10일), 또는 엘 시드 캄페아도르(El Cid Campeador)로 알려진 그는 카스티야의 장군 및 외교관이었으며, 후에 발렌시아로 망명하여 정복하고 통치하였다.
엘 시드라는 이름은 스페인의 관사인 엘(El), 그리고 아랍 방언 단어 سيد 시디 또는 sayyid는 '경(Lord)'이라는 뜻이다. 'Campeador'라는 명칭은 'campidoctor'에서 왔으며, 중세 라틴어로 개략적인 의미는 '투사(鬪士)'를 의미한다. 따라서 '엘 시드 캄페아도르'를 번역하자면 투사 영주님이라는 뜻으로 그는 스페인의 국민적 영웅으로 추앙된다.

## 생애

### 초기
로드리고 디아스의 아버지인 디에고 라이네스는 카스티야의 소귀족(infanzones)이었다. 그러나 엘 시드의 사회적 배경을 보잘것없는 것으로 그리고 있는 후세의 전승과는 달리 그는 유복하게 자랐다.
그의 외가는 넓은 땅을 가진 귀족 집안이었으며 그는 페르난도 1세의 궁정에서 나중에 카스티야 왕 산초 2세로 즉위한 왕자와 함께 자랐다. 산초는 카스티야 왕위에 오른(1065) 후 22세의 엘 시드를 국왕군 지휘관인 국왕 기수(armiger regis)로 임명했다.
엘 시드가 이처럼 젊은 나이에 중요한 지위에 오른 것은 이때부터 이미 뛰어난 군사적 능력으로 명성을 얻었음을 나타낸다. 1067년 그는 산초를 수행하며 무어인들의 사라고사 왕국 원정을 떠났고, 사라고사 왕국과의 협상을 주도해 이 왕국을 카스티야의 속국으로 만들었다.
페르난도 1세는 죽을 때 여러 자식들에게 왕국을 나누어주면서 둘째 아들 알폰소 6세에게 레온을 물려 주었다. 산초는 레온을 합병하기 위해 1067년 동생 알폰소 6세와 전쟁을 시작했고 후세의 전설은 엘 시드가 마지못해 산초의 공격을 지지했다고 하지만 실제로 그가 그런 일을 망설였을 가능성은 거의 없다. 산초의 레온 원정은 성공적이었고 알폰소는 왕위에서 쫓겨났다.
이 원정에서 뛰어난 역할을 한 엘 시드는 산초가 후사 없이 1072년 사모라를 공격하다 전사하고 알폰소가 왕위를 계승하게 되자 난처한 입장에 빠졌다. 엘 시드는 국왕 기수의 지위를 가르시아 오르도녜스 백작(엘 시드는 이 사람과 철천지 원수가 되었음)이라는 유력자에게 빼앗겼고 궁정에서 누렸던 영향력도 자연히 줄어들었지만, 계속 궁정에 남아 있을 수는 있었다.
1074년 7월 그는 아마도 알폰소의 권유로, 왕의 조카딸이자 오비에도 백작의 딸인 히메나와 결혼했다. 이 결혼으로 그는 레온의 옛 왕가와 인척 관계를 맺게 되었다. 히메나에 대해서는 별로 알려진 것이 없다. 두 사람은 아들 하나와 딸 둘을 낳았다. 아들 디에고 로드리게스는 북아프리카에서 쳐들어온 이슬람교도 알모라비데인들과 싸우다가 콘수에그라 전투(1097)에서 전사했다.
히메나와의 결혼에도 불구하고 엘 시드의 궁정 내 지위는 여전히 불안정했다. 레온 군주인 알폰소의 통치에 불만을 가진 카스티야 사람들은 엘 시드를 진정한 지도자로 여겼던 것 같다. 게다가 그는 대지주 귀족들이 알폰소 6세에게 막대한 영향력을 행사하는 데 불만을 느꼈다.
엘 시드를 영웅으로 묘사한 전기들은 그를 뻔뻔한 귀족들과 중상 모략에 눈먼 알폰소의 무고한 희생물로 묘사했지만, 엘 시드의 유력자들에 대한 공공연한 비난이 아마 그의 몰락에 크게 작용했을 것이다. 그는 나중에 군인이자 정치가로서 기민하고 빈틈없는 면모를 보여주었지만, 궁정에 대한 그의 태도는 산초의 죽음으로 영향력을 잃은 데 대한 원한 때문에 잠시 자제력을 잃었던 것 같다.
1079년 세비야를 지배하던 무어인 왕에게 사절로 가 있던 그는 가르시아 오르도녜스와 불화를 일으키게 되었다. 오르도녜스는 그라나다 왕의 세비야 침략을 지원하고 있었다. 엘 시드는 세비야 근처의 카브라에서 훨씬 우세한 그라나다군을 격파하고 가르시아 오르도녜스를 사로잡았다.
이 승리가 그에게는 몰락의 첫걸음이었는데 1081년 그가 알폰소의 보호를 받고 있던 무어인의 왕국 톨레도를 무단으로 공격하자 알폰소 왕은 엘 시드를 카스티야에서 추방했다. 그 후 여러 차례 화해의 노력이 있었지만 그 성과는 오래 지속되지 못했고 1081년 이래 엘 시드는 두번 다시 장기간 알폰소의 영토에 머물지 못하게 되었다.

### 이슬람 교도에 대한 봉사
추방당한 엘 시드는 이제 이슬람 왕조가 다스리던 사라고사에서 일하게 되었다. 그가 사라고사의 이슬람 왕조와 처음 접촉한 것은 1065년이었다. 스페인 북동부에 있는 사라고사의 왕 알 무타민은 허약한 왕국을 보호하기 위해 유명한 기독교 전사 엘 시드를 기꺼이 받아들였다.
엘 시드는 알 무타민과 후계자인 알 무스타인 2세를 거의 10년 동안 충성스럽게 받들었다. 그는 경험을 통해 스페인 아랍 국가들의 복잡한 정치와 이슬람 율법 및 관습을 터득했는데, 이는 나중에 그가 발렌시아를 정복하고 유지하는 데 큰 도움이 되었다. 한편, 그는 패배를 모르는 장군으로서 꾸준히 명성을 쌓아갔다.
1082년 엘 시드는 알 무타민을 위해 레리다의 무어인 왕과 그의 동맹군인 기독교 군대를 격파했고 이 기독교 군대에는 바르셀로나 백작도 끼어 있었다. 1084년에는 아라곤 왕 산초 라미레스가 이끄는 대규모 기독교 군대를 무찔렀으며 이런 승리에 고마움을 느낀 무어인 군주들은 그에게 후한 상을 내렸다.
1086년 북아프리카의 무라비트 왕조가 대규모로 스페인을 침공하기 시작했다. 10월 23일 사그라하스에서 참패를 당한 알폰소 6세는 엘 시드에 대한 적개심을 억누르고, 기독교도 가운데 가장 뛰어난 장군인 엘 시드를 망명지로부터 불러들였다.
엘 시드가 1087년 7월에 알폰소의 궁정에 있었다는 기록이 남아 있다. 그러나 그 직후에 그는 다시 사라고사로 돌아갔고, 그 후 스페인 내 기독교 왕국들의 존립을 위협하는 무라비트 왕조와의 전투가 여러 전략 요충지에서 치열하게 벌어졌지만 엘 시드는 어느 전투에도 참여하지 않았다. 엘 시드는 이제 부유한 무어 왕국인 발렌시아를 차지하기 위한 복잡하고 장기적인 정치적 책략에 착수했다.

### 발렌시아 정복
그의 첫 번째 조치는 발렌시아에서 바르셀로나 백작들의 영향력을 줄이는 것이었다. 그리고 1090년 5월 베렝게르 라몬 2세를 테루엘 근처의 테바르에서 참패시킴으로써 이 목적은 이루어졌다.
그 후 몇 년 동안 엘 시드는 발렌시아와, 이제 자기에게 공물을 바치게 된 발렌시아 통치자 알 카디르에 대한 지배력을 조금씩 강화했다. 1092년 10월 카디(최고 행정관)인 이븐 야하프가 무라비트 왕조의 정치적 지원 아래 반란을 일으켜 알 카디르 왕을 살해했을 때, 엘 시드에게 운명의 순간이 찾아왔다.
엘 시드는 반란을 일으킨 도시를 물샐틈없이 포위해 몇 달에 걸친 공격을 퍼부었고 1093년 12월 포위를 돌파하려는 무라비트측의 시도는 비참한 실패로 끝났다. 결국 1094년 5월 이븐 야하프는 항복했고 엘 시드는 마침내 정복자로서 발렌시아에 입성했다.
그는 지배권을 쉽게 빼앗기 위해 우선 이븐 야하프와 협정을 맺었고 이븐 야하프는 반란과 국왕 시해가 용서받았다고 믿게 되었다. 그러나 협정의 목적이 달성되자 엘 시드는 이븐 야하프를 체포해 산 채로 화형에 처했다. 엘 시드는 이제 기독교도만이 아니라 이슬람 교도들의 최고 행정관으로 행세하면서 발렌시아를 직접 다스리기 시작했다.
그는 명목상으로는 알폰소 6세를 대신해서 발렌시아를 차지했다고 주장했지만 실제로는 독자적으로 발렌시아를 다스리는 실질적인 통치자였다. 이 도시의 가장 큰 이슬람 사원은 1096년 가톨릭 교회가 되었다.
프랑스인 주교 제롬이 새 주교로 임명되었으며 상당수의 기독교도 이주자들이 발렌시아로 들어왔다. 엘 시드는 맏딸 크리스티나를 아라곤 왕국의 왕자이며 몬손의 영주인 라미로와 결혼시키고, 둘째 딸 마리아를 바르셀로나 백작 라몬 베렝게르 3세와 결혼시켜 군주로서의 지위를 과시했다.

## 죽음
발렌시아에서 엘 시드는 아내와 함께 5년 동안 평화롭게 살았으나 1099년 무라비트 왕조가 결국 발렌시아로 쳐들어왔고 6월 10일 결국 전투 도중 심장에 화살을 맞고 전사했다.
그의 죽음으로 발렌시아군은 사기를 잃고 발렌시아는 함락당했으며 이후 1102년 2월 5일 탈환된 이후에도 125년 이상 기독교 도시가 되지는 않았다. 1101년, 그의 아내 히메나 디아스(Jimena Diaz)는 수행원들과 함께 엘 시드의 시신을 운구하여 부르고스로 피난했다. 원래 카스티야의 산 페드로 데 카르데냐 수도원에 묻혀 있던 그의 시신은 현재 부르고스 대성당 가운데에 묻혀 있다.

## 후손
나바라의 왕 가르체아 4세 라미레즈는 엘시드의 외손이다. 가르체아 4세 라미레즈의 외손은 카스티야의 왕 알폰소 8세이며 가르체아 4세 라미레즈의 장남 안초 6세 가르체스의 외손 티보 4세 드 상파뉴 백작이 나바라의 왕이 되며 그의 후손은 나바라와 프랑스의 왕이 된다.

## 같이 보기
- 레콩키스타